# Grilc
Grilc je priimek v Sloveniji, ki ga je po podatkih Statističnega urada Republike Slovenije na dan 1. januarja 2010 uporabljalo 569 oseb in je med vsemi priimki po pogostosti uporabe uvrščen na 495 mesto.

## Znani nosilci priimka
- Blaž Grilc (*1985), hokejist
- Eva Grilc, epidemiologinja (NIJZ)
- Gregor Grilc (*1970), alpski smučar
- Janez Grilc (1860—1931), amaterski arheolog
- Jani Grilc, trener smučarskih skokov
- Janko Grilc (1930—2024), direktor in umetniški vodja Festivala Ljubljana
- Konrad Grilc (1909—1942), telovadec
- Ludvik Grilc (1851—1910), slikar
- Marko Grilc (1983—2021), deskar na snegu
- Matevž Grilc (*1946), slovenski pravnik in politik v Avstriji
- Miha Grilc, kemik
- Nina Grilc, pevka
- Nina Peče Grilc, Kinodvor
- Peter Grilc (*1961), pravnik, univ. prof.
- Primož Grilc (*1981), hokejist
- Rok Grilc, kolesar
- Tjaš Grilc, smučarski skakalec
- Uroš Grilc (*1968), filozof in kulturni politik
- Viktor Grilc (*1949), kemik, zgodovinski publicist